# Bystrzyca Stara
Bystrzyca Stara – wieś w Polsce, położona w województwie lubelskim, w powiecie lubelskim, w gminie Strzyżewice, nad rzeką Bystrzycą (dopływ Wieprza).
W latach 1975–1998 miejscowość należała administracyjnie do województwa lubelskiego.
Jedna z najstarszych wsi w gminie Strzyżewice. Pierwsze wzmianki o Bystrzycy pochodzą z 1399 r.
Wieś stanowi sołectwo gminy Strzyżewice. Według Narodowego Spisu Powszechnego z roku 2011 wieś liczyła 447 mieszkańców.
Znajduje się tu budynek szkoły, wybudowany w okresie międzywojennym wspólnym wysiłkiem okolicznych mieszkańców i przy pomocy właściciela majątku Piotrowice – Witolda Łosia. Tuż obok jest nowoczesny budynek Zespołu Szkół Publicznych. Mieszczą się w nim szkoła podstawowa i gimnazjum.
Wieś jest siedzibą rzymskokatolickiej parafii Najświętszej Maryi Panny Królowej Polski.
W Bystrzycy Starej znajduje się kościół parafialny pw. Najświętszej Maryi Panny Królowej Polski. Parafię erygowano 11 marca 1983 r. na mocy decyzji ówczesnego ordynariusza lubelskiego bp. Bolesława Pylaka, parafię objął ks. mgr Andrzej Jurczyszyn. Kościół murowany (według projektu E. Lebiedzkiej-Nowakowskiej i F. Nowakowskiego) wybudowano w latach 1982–1984. Od 1991 r. przy kościele istnieje muzeum regionalne, w którym znajduje się ponad 300 wartościowych eksponatów o unikatowym charakterze z końca XIX i początku XX wieku.

## Wspólnoty wyznaniowe
- Kościół rzymskokatolicki – parafia Najświętszej Maryi Panny Królowej Polski[10]
- Chrześcijańska Wspólnota Ewangeliczna – placówka misyjna w Bystrzycy Starej[11]